# Piotr Korol
Piotr Kindratovitch Korol (em ucraniano:  Петро Кіндратович Король, em russo:  Пётр Кондратьевич Король; 2 de janeiro de 1941, em Bredi, Cheliabinsk, Rússia – 2 de julho de 2015, Lviv) é um halterofilista ucraniano, campeão mundial e olímpico em halterofilismo pela União Soviética.
Korol ganhou ouro nos Jogos Olímpicos de Montreal em 1976, que também contou como campeonato mundial, na categoria 67,5 kg, com 305 kg no total combinado. Ele levantou 135 kg no arranque e 170 kg no arremesso.
Korol venceu também o mundial de 1974 e 1975 (este último também contou como campeonato europeu).
Ele definiu três recordes mundiais no arremesso, na categoria até 67,5 kg. Seus recordes foram:
| Data      | Disciplina | Marca    | Classe de peso | Lugar         |
| --------- | ---------- | -------- | -------------- | ------------- |
| 11.3.1971 | Arremesso  | 171 kg   | –67,5 kg       | Rostov do Don |
| 22.6.1971 | Arremesso  | 173,5 kg | –67,5 kg       | Sófia         |
| 12.4.1971 | Arremesso  | 175 kg   | –67,5 kg       | Tallinn       |